# تپه هفت‌آشیان
تپه روستای هفت آشیان به کردی: (هه‌فتاشان‌) شهرستان سنقر، بخش کلیائی، روستای هفت آشیان واقع شده و این اثر در تاریخ ۱۱ مرداد ۱۳۸۴ با شمارهٔ ثبت ۱۲۵۰۶ به‌عنوان یکی از آثار ملی ایران به ثبت رسیده است . دیرینگی و پیشینه اولیه این سایت باستانی به شاهنشاهی ساسانی بر‌ می‌گردد و پس از حمله اعراب به ایران نیز مورد  استفاده نظامی/مسکونی قرار گرفته  و کماکان مردم این روستا در روی تپه زندگی می‌کنند.  